# II. Jenő pápa
II. Jenő (latinul: Eugenius), (?, Róma – 827. augusztus 27., Róma) trónra lépésével a pápaság egyfajta centenáriumot ünnepelhetett, legalábbis a történészek szerint, ugyanis Jenő volt a 100. pápa Szent Péter nyomdokain 824. május 8-tól. Pontifikátusa a frank császárok római befolyásának diadalmenete volt. I. Lothár, a frankok császára kiadta a Constitutio Romanat, amely merészen szólt bele az egyház ügyeibe. Eközben keleten ismét fellángolt a képrombolás.

## Élete
Rómában született, azonban egyebet nem lehet tudni Jenő életéről. Megválasztása előtt az Aventinus dombon álló Szent Szabina-székesegyház befolyásos papja volt. Amikor 824 februárjában meghalt I. Paszkál pápa a városi nemesség és a frankok azonnal nyomást gyakoroltak a klérusra, hogy nekik kedvező egyházfő kerülhessen a trónra. Paszkál ugyanis gyakran fordult szembe a frank császárokkal és a római nemességgel, amikor a pápaság és az egyház függetlenségéért szállt harcba. Ugyan a papság olyan egyházfőt látott volna szívesen a kereszténység élén, aki a pápai függetlenséget hirdeti, amikor Lothár császár személyesen érkezett Rómába, ez szinte lehetetlenné vált. Ugyan a városi köznép egy Zinzinnus nevű bíborost támogatott, a császár és a nemesség nyomására 824. május 8-án Jenőt választották meg a pápai trónra.
Jenő trónra emelése mindenképpen a frank udvar sikere volt. Paszkál uralkodása alatt több római nemes is Frankföldre menekült, birtokaikat pedig a pápa elvette. Most ezek a nemesek visszatérhettek Rómába, és birtokaikat is visszakapták. 824-ben Lothár írásban fektette le a császári és pápai hatalom kapcsolatát, és még a szent városban kiadta a Constitutio Romanat. Ez a dokumentum kilenc cikkelyben adott számot főként a császári hatalom kiterjesztéséről, de a római nemesek ellenőrzéséről is. Lothár az alábbiakban foglalta össze nézeteit:
- Elsőként a császár azt kötötte ki, hogy az, aki a pápa vagy az uralkodó védelme alatt áll sérthetetlen, illetve hogy a pápát és tisztviselőit feltétlen engedelmesség övezze.
- Védelmébe vette a pápai vagyont, hogy az egyházfő halála után a kincstárat ne fosszák ki.
- Megerősítette IV. István pápa 769-es zsinatának döntését, amely szerint a pápaválasztáson csak a klérus tagjai vehetnek részt, és az egyházfő hivatalát csak bíborosi rangú személy töltheti be.
- Létrehozta a missi hivatalát, amelyet két ember töltött be. Egyikőjüket a pápa nevezte ki, míg a másikat a császár. Ők tájékoztatták a két uralkodót az egyházi közigazgatás igazságosságáról.
- Itália népeit olyan törvényszék elé kell állítani, amelyik igazságszolgáltatást választottak. Lehetett római vagy lombard.
- Megerősítette a pápai birtokok visszaszolgáltatását, és meghatározta a pápai állam határait.
- Az erőszakos rablást halállal büntette.
- Lothár megszabta Róma magas rangú hivatalnokainak, hogy amikor a császár a városba érkezik, azonnal jelenjenek meg színe előtt, és jelentsék Róma legfontosabb híreit.
- A császár a záró gondolatokat a legfontosabbak közé sorolta. Eszerint az egyház ura a római pápa, akinek mindenki engedelmeskedni köteles.

Jenő elfogadta a Constitutio Romana pontjait, és megeskette a római népet, hogy a pápának esküdött hűség alapján elfogadják, és követik majd a frank császárok döntéseit.
Eközben 820-ban Konstantinápolyban meghalt a pápa ádáz ellensége, V. León bizánci császár, és helyét II. Mikhaél foglalta el. Jenő elődjéhez hasonlóan legátust küldött a keleti császárhoz, hogy fenntartsa a Mihállyal kialakult jó kapcsolatot. Azonban a bizánci uralkodó a kezdeti engedmények és megegyezés után visszatért a képromboláshoz. Jenő követei hiába próbáltak meg mindent, hogy meggyőzzék a császárt, Mihály hajthatatlannak bizonyult. Az egyházfőnek több keletről érkező üldözöttet kellett befogadnia Rómába.
Jenő pontifikátusának egyik jelentős állomása volt a 826-ban összehívott római zsinat. A gyűlés az egyház fegyelmi kérdéseiben hozott döntéseket. A fő hangsúly a felszentelt főpapok és papok tudásán és tanulásán volt. Ennek fejlesztésére Itália szerte több iskolát és zárdát építtetett.
Jenő segítette a szegényeket és elesetteket, és Róma több templomát is megújította. A Szent Szabina az elsők között újult meg. Nagy összegekkel támogatta a skandináv népek térítését is. 827. augusztus 27-én halt meg. Hamvait a Szent Péter-bazilika őrzi.

## Művei
- Documenta Catholica Omnia (latin nyelven). (Hozzáférés: 2011. december 6.)